# Lepiku (Muhu)
Lepiku is een plaats in de Estlandse gemeente Muhu, provincie Saaremaa. De plaats heeft de status van dorp (Estisch: küla).

## Bevolking
Het dorp had 16 inwoners op 31 december 2011 en 20 inwoners op 31 december 2021.

## Ligging
De plaats ligt ongeveer 3 km ten noorden van Liiva, de hoofdplaats van de gemeente.

## Geschiedenis
Lepiku werd voor het eerst genoemd in 1731 onder de naam Leppiko Jürge als boerderij op de grond die toebehoorde aan de lutherse kerk van Liiva. Pas in 1922 kreeg Lepiku de status van dorp. Tussen 1977 en 1997 maakte Lepiku deel uit van het buurdorp Levalõpme.